# Unsolved
Unsolved è una serie televisiva antologica statunitense, in onda dal 27 febbraio 2018 su USA Network.
La prima stagione, intitolata The Murders of Tupac and the Notorious B.I.G., è basata sugli omicidi di The Notorious B.I.G. e Tupac Shakur.
In Italia è distribuita da  Netflix.

## Trama

### Prima stagione
La prima stagione racconta la storia di Russell Poole e Greg Kading, due detective che decidono di riaprire i casi degli omicidi di The Notorious B.I.G. e Tupac Shakur.

## Episodi
| Stagione       | Episodi | Prima TV USA | Prima TV Italia |
| -------------- | ------- | ------------ | --------------- |
| Prima stagione | 10      | 2018         | 2019            |

## Personaggi e interpreti

### Prima stagione

#### The Murders of Tupac and the Notorious B.I.G.
- Christopher Wallace, interpretato da Wavyy Jonez[2]
- Tupac Shakur, interpretato da Marcc Rose[2]
- Detective Greg Kading, interpretato da Josh Duhamel[3]
- Detective Russell Poole, interpretato da Jimmi Simpson[3]
- Daryn Dupree, interpretato da Bokeem Woodbine[3]
- Detective Fred Miller, interpretato da Jamie McShane[4]
- Detective Brian Tyndall, interpretato da Brent Sexton[4]
- Sean “Puffy” Combs, interpretato da Luke James[5]
- Voletta Wallace, interpretata da Aisha Hinds[5]
- Sharitha Golden, interpretata da LeToya Luckett[5]
- Jacques Agnant, interpretato da Donald Faison
- Funkmaster Flex interpreta se stesso
- Duane Keith "Keffe D" Davis, interpretato da Lahmard Tate
- Orlando "Baby Lane" Anderson, interpretato da Mychal Thompson
- Jim Black, interpretato da Rhys Coiro
- Sharon Gower, interpretata da Nakia Burrise

## Produzione
La serie è stata ordinata il 12 maggio 2017. Il regista Anthony Hemingway ha diretto il pilota ed è anche il produttore esecutivo della serie, insieme a Mark Taylor. Kyle Long, invece, ha scritto l'episodio. Greg Kading, che è anche coco-produttore esecutivo, ha guidato più task force di polizia per indagare sugli omicidi, scrivendo il libro Murder Rap: The Untold Story of Biggie Smalls & Tupac Shakur Murder Investigations.

## Accoglienza
La serie è stata accolta positivamente dalla critica. Sull'aggregatore di recensioni Rotten Tomatoes ha un indice di gradimento del 73% con un voto medio di 5,93 su 10, basato su 26 recensioni. Il commento consensuale del sito recita: "Le aspirazioni di prestigio di Unsolved non sempre funzionano nella sua struttura procedurale, ma le forti performance e lo spirito ambizioso di trovare la verità in questo mistero creano un'espolorazione coinvolgente di due delle influenze più famose della cultura pop". Su Metacritic, invece ha un punteggio di 67 su 100, basato su 16 recensioni.